# Mattias Marklund
Mattias Marklund, född 10 december 1970, är professor i teoretisk fysik vid Göteborgs universitet och prefekt vid institutionen för fysik vid Chalmers tekniska högskola. Åren 2020 till 2025 var han huvudsekreterare för naturvetenskap och teknikvetenskap på Vetenskapsrådet. Sedan år 2025 är han även styrelseledamot i KK-stiftelsen.

## Biografi
Marklund växte upp i Skellefteå och studerade matematik och fysik vid Umeå universitet, där han senare också doktorerade i teoretisk fysik. Han har, utöver Umeå universitet, även varit verksam vid Chalmers tekniska högskola och är sedan 2019 verksam vid Göteborgs universitet. Hans forskning innefattar ett brett spektrum av tillämpningar inom ickelinjär fysik, med fokus på plasmafysik, partikelacceleration, lasrar och extremstarka elektromagnetiska fält.
År 2020 ställde han tillsammans matematikdidaktiker Manya Sundström ut en fotografi- och diktsamling med titeln Sea Spit: A Ballad of Love and Longing, på galleriet FriGallery i Umeå. Sedan 2021 är han korresponderande ledamot i Kungliga Skytteanska samfundet. Han invaldes 2023 som ledamot av Kungliga Ingenjörsvetenskapsakademien.

## Utmärkelser
- Kungliga Skytteanska samfundets pris till framstående yngre forskare[12]
- Tage Erlanders pris[13]